# MTV
|  | Per a altres significats, vegeu «MTV (desambiguació)». |

Music Television, més coneguda pel seu acrònim MTV, és una cadena estatunidenca de televisió per cable originalment establerta en 1981 per Warner-Amex Satellite Entertainment. Des de 1985 forma part de Viacom.

## Història
MTV va iniciar transmissions l'1 d'agost de 1981 amb un vídeo del grup anglès The Buggles, "Video Killed the Radio Star"; el segon vídeo mostrat va ser el de Pat Benatar, "You Better Run".
Avui és tot un conglomerat de mitjans que opera Nickelodeon, VH1 i un paquet de cinc serveis digitals: MTV Jams, MTV Hits, VH1 Soul, VH1 Mega Hits i Nickelodeon GAS (jocs i esports per a nens).
MTV ha canviat molt des dels seus primers dies de programació. MTV es va convertir en MTV Networks i ha crescut tremendament.
Té més de 71.600.000 subscriptors en Estats Units i arriba a 301,2 milions de subscriptors en 82 països, té 9.105 afiliades i emet 24 hores al dia. MTV s'ha expandit internacionalment: incloent MTV UK i USA, MTV Europa (1 d'agost de 1987), MTV Brasil (20 d'octubre de 1990), MTV Japó (24 de desembre de 1992), MTV Xina (21 d'abril de 1995), MTV Àsia (5 de maig de 1995) i MTV Llatinoamèrica (1 d'octubre de 1993), iniciant en aquesta sucursal amb el video "We are southamerican rockers" del grup xilè Los Prisioneros.
El seu mercat són joves de 12 a 34 anys. És una companyia de música que ha tingut molt d'èxit per a la fama dels artistes al promocionar les seves cançons, també amb premis com els MTV Video Music Awards i els MTV Video Music Awards Llatinoamèrica i MTV Europe Music Awards.

## Premis MTV
La cadena també és coneguda per les seves gales d'entrega de premis. Les principals són els MTV Video Music Awards i MTV Europe Music Awards.